# Неудержимые (франшиза)
«Неудержимые» (англ. The Expendables) — медиафраншиза, основанная на одноимённой серии американских боевиков, созданных компанией Millennium Media (название до 2017 года — Nu Image). Серия состоит из четырёх фильмов: «Неудержимые» (2010), «Неудержимые 2» (2012), «Неудержимые 3» (2014) и «Неудержимые 4» (2023). 
Серия получила смешанные отзывы критиков в отношении актёров и диалогов между персонажами, однако многие критики хвалили обилие юмора и боевые сцены. Несмотря на смешанные отзывы, первые три фильма были коммерчески успешны, собрав в прокате более 800 млн долларов.
Франшиза также включает в себя ряд видеоигр, комиксов и прочей продукции.

## Фильмы
| Фильм         | Оригинальная дата выхода () | Режиссёр(ы)        | Продюсер(ы)                                                              | Автор(ы) сюжета                            | Автор(ы) сценария                                         |
| ------------- | --------------------------- | ------------------ | ------------------------------------------------------------------------ | ------------------------------------------ | --------------------------------------------------------- |
| Неудержимые   | 13 августа 2010             | Сильвестр Сталлоне | Ави Лернер, Джон Томпсон и Кевин Кинг Темплтон                           | Дэвид Каллахем                             | Дэвид Каллахем и Сильвестр Сталлоне                       |
| Неудержимые 2 | 17 августа 2012             | Саймон Уэст        | Ави Лернер, Лес Уэлдон, Дэнни Лернер и Кевин Кинг Темплтон               | Кен Кауфман, Дэвид Агосто и Ричард Уэнк    | Ричард Уэнк и Сильвестр Сталлоне                          |
| Неудержимые 3 | 15 августа 2014             | Патрик Хьюз        | Ави Лернер, Лес Уэлдон, Дэнни Лернер, Джон Томпсон и Кевин Кинг Темплтон | Сильвестр Сталлоне                         | Кэтрин Бенедикт, Сильвестр Сталлоне и Крейтон Ротенбергер |
| Неудержимые 4 | 22 сентября 2023            | Скотт Во           | Лес Уэлдон, Ярив Лернер, Джейсон Стейтем и Кевин Кинг Темплтон           | Курт Уиммер, Спенсер Коэн и Тэд Деггерхарт | Макс Адамс, Курт Уиммер и Тэд Деггерхарт                  |

### Неудержимые (2010)
Главные герои фильма — отряд элитных наёмников «Неудержимые», выполняющих самые разнообразные задания — от спасения заложников, до свержения диктаторов.
Некто «Храм» нанимает их для ликвидации генерала Гарзы — правителя небольшого латиноамериканского острова Вилена, расположенного между Мексиканским заливом и Южной Америкой.

### Неудержимые 2 (2012)
Для «Неудержимых» простое, на первый взгляд, задание оборачивается убийством одного из товарищей. Столь крупная потеря не оставляет команде иного выбора, кроме как отомстить убийце — лидеру конкурирующего отряда, желающему заполучить оружейный плутоний времён Холодной войны.

### Неудержимые 3 (2014)
Барни, Кристмас и остальные члены команды сходятся лицом к лицу с Конрадом Стоунбэнксом, многие годы назад основавшем вместе с Барни команду «Неудержимых». Впоследствии Стоунбэнкс становится безжалостным торговцем оружием и тем самым превращается в человека, которого Барни было поручено убить. Или по крайней мере он сам так считал. Теперь Стоунбэнкс, один раз уже сумевший обмануть смерть, поставил себе цель покончить с «Неудержимыми» — но у Барни на этот счет свои планы. Барни решает, что в его борьбе «свежий» подход можно противопоставить старым методам, и пополняет ряды людьми, которые моложе, быстрее и технически более подкованные. Так у членов команды «Неудержимых» начинается новая эра. Последняя миссия превращается в столкновение между представителями классической старой школы и экспертами в высоких технологиях.

### Неудержимые 4 (2023)
Неудержимые несут потери: Барни Росс выбывает из строя, а Ли Кристмас отстранен от будущих операций. В команду набирают новых бойцов и отправляют возмещать ущерб. Но и они терпят поражение и попадают в плен. Теперь Ли Кристмас должен в одиночку пробраться в логово противника и освободить команду, попутно предотвратив глобальную катастрофу. Только так можно спасти мир и восстановить репутацию Неудержимых.

## Актёры и персонажи
О таблице: Тёмно-серый цвет — персонаж не появляется.
| Персонаж                  | Фильм                | Фильм                | Фильм                | Фильм                        |
| Персонаж                  | Неудержимые (2010)   | Неудержимые 2 (2012) | Неудержимые 3 (2014) | Неудержимые 4 (2023)         |
| ------------------------- | -------------------- | -------------------- | -------------------- | ---------------------------- |
| Барни Росс                | Сильвестр Сталлоне   | Сильвестр Сталлоне   | Сильвестр Сталлоне   | Сильвестр Сталлоне           |
| Гуннар Йенсен             | Дольф Лундгрен       | Дольф Лундгрен       | Дольф Лундгрен       | Дольф Лундгрен               |
| Ли Кристмас («Рождество») | Джейсон Стейтем      | Джейсон Стейтем      | Джейсон Стейтем      | Джейсон Стейтем              |
| Толл Роуд                 | Рэнди Кутюр          | Рэнди Кутюр          | Рэнди Кутюр          | Рэнди Кутюр                  |
| Тренч                     | Арнольд Шварценеггер | Арнольд Шварценеггер | Арнольд Шварценеггер |                              |
| Хэйл Цезарь               | Терри Крюс           | Терри Крюс           | Терри Крюс           |                              |
| Инь Ян                    | Джет Ли              | Джет Ли              | Джет Ли              |                              |
| Лэйси                     | Каризма Карпентер    | Каризма Карпентер    |                      |                              |
| Чёрч («Храм»)             | Брюс Уиллис          | Брюс Уиллис          | (Упоминается)        |                              |
| Британец                  | Гэри Дэниелс         |                      |                      |                              |
| генерал Гарза             | Дэвид Зайас          |                      |                      |                              |
| Сандра Гарза              | Жизель Итие          |                      |                      |                              |
| Джеймс Монро              | Эрик Робертс         |                      |                      |                              |
| Дэн Пэйн                  | Стив Остин           |                      |                      |                              |
| Тул                       | Микки Рурк           |                      |                      |                              |
| Жан Вилен                 |                      | Жан-Клод Ван Дамм    |                      |                              |
| Гектор                    |                      | Скотт Эдкинс         |                      |                              |
| Билли «Малыш» Тиммонс     |                      | Лиам Хемсворт        |                      |                              |
| Уокер                     |                      | Чак Норрис           |                      |                              |
| Мэгги Чен                 |                      | Юй Нань              |                      |                              |
| Бонапарт                  |                      |                      | Келси Грэммер        |                              |
| Горан Вата                |                      |                      | Роберт Дави          |                              |
| Галго                     |                      |                      | Антонио Бандерас     |                              |
| Док                       |                      |                      | Уэсли Снайпс         |                              |
| Макс Драммер              |                      |                      | Харрисон Форд        |                              |
| Камилла                   |                      |                      | Сарай Гивати         |                              |
| Луна                      |                      |                      | Ронда Раузи          |                              |
| Марс                      |                      |                      | Виктор Ортис         |                              |
| Смайли                    |                      |                      | Келлан Латс          |                              |
| Конрад Стоунбэнкс         |                      |                      | Мел Гибсон           |                              |
| Торн / Вайфай             |                      |                      | Глен Пауэлл          |                              |
| Галан                     |                      |                      |                      | Джейкоб Скипио               |
| Дешу                      |                      |                      |                      | Тони Джаа                    |
| Джина                     |                      |                      |                      | Меган Фокс                   |
| Изи Дэй                   |                      |                      |                      | Кёртис «50 Cent» Джексон III |
| Марш / Оцелот             |                      |                      |                      | Энди Гарсиа                  |
| Плеть                     |                      |                      |                      | Леви Чан                     |
| Рахмат                    |                      |                      |                      | Ико Ювайс                    |

## Оценки и рейтинги

### РейтингBox Office Mojo
| Фильм         | Дата выхода      | Сборы          | Сборы         | Сборы         | Место в рейтинге самых кассовых фильмов | Место в рейтинге самых кассовых фильмов | Бюджет         | Пр.         |
| Фильм         | Дата выхода      | В США и Канаде | За границей   | Во всём мире  | В США и Канаде                          | Во всём мире                            | Бюджет         | Пр.         |
| ------------- | ---------------- | -------------- | ------------- | ------------- | --------------------------------------- | --------------------------------------- | -------------- | ----------- |
| Неудержимые   | 13 августа 2010  | 103 068 524 $  | 171 401 870 $ | 274 470 394 $ | 608                                     | 440                                     | 80–82 млн. $   | [ 1 ] [ 2 ] |
| Неудержимые 2 | 17 августа 2012  | 85 028 192 $   | 229 947 763 $ | 314 975 955 $ | 798                                     | 362                                     | 100 млн. $     | [ 3 ] [ 4 ] |
| Неудержимые 3 | 15 августа 2014  | 39 322 544 $   | 175 335 033 $ | 214 657 577 $ | 1969                                    | 612                                     | 90–100 млн. $  | [ 5 ] [ 6 ] |
| Неудержимые 4 | 22 сентября 2023 | 16 710 153 $   | 34 423 450 $  | 51 133 603 $  |                                         |                                         | 100 млн. $     | [ 7 ] [ 8 ] |
| Всего         | Всего            | 244 129 413 $  | 611 108 116 $ | 855 237 529 $ |                                         |                                         | 370–382 млн. $ | [ 9 ]       |

### Реакция критиков
| Фильм         | Rotten Tomatoes   | Metacritic      | CinemaScore |
| ------------- | ----------------- | --------------- | ----------- |
| Неудержимые   | 42% (211 отзывов) | 45 (35 отзывов) | B+          |
| Неудержимые 2 | 67% (135 отзывов) | 51 (28 отзывов) | A−          |
| Неудержимые 3 | 32% (177 отзывов) | 35 (36 отзывов) | A−          |
| Неудержимые 4 | 13% (126 отзывов) | 30 (33 отзыва)  | B–          |